# Shrivenham
Shrivenham är en ort och civil parish i Storbritannien.   Den ligger i grevskapet Oxfordshire och riksdelen England, i den södra delen av landet, 110 km väster om huvudstaden London. Shrivenham ligger 101 meter över havet och antalet invånare är 4 676.
Terrängen runt Shrivenham är platt.Runt Shrivenham är det tätbefolkat, med 530 invånare per kvadratkilometer. Närmaste större samhälle är Swindon, 9,8 km sydväst om Shrivenham. Trakten runt Shrivenham består till största delen av jordbruksmark.